# ACF Fiorentina 2021-2022
Questa voce raccoglie le informazioni riguardanti l'ACF Fiorentina nelle competizioni ufficiali della stagione 2021-2022.

## Stagione
La Fiorentina disputa il suo ottantaquattresimo campionato di Serie A e partecipa (dal terzo turno eliminatorio) alla Coppa Italia.
Nel girone d'andata, dopo un inizio zoppicante, la squadra allenata da Vincenzo Italiano viene trascinata dai gol di Dušan Vlahović, capocannoniere della squadra per l'intera stagione e anche in Coppa Italia, che però dopo il pareggio in casa del Verona, ultima occasione per andare a segno, non riesce a battere il record di reti segnate in un anno solare di Serie A stabilito dall'ex-juventino Cristiano Ronaldo. A poche giornate dal termine del girone d'andata il portiere titolare Dragowski si infortuna e gli subentra Terracciano; grazie alle inaspettate buone prestazioni ottiene la titolarità in campionato e diventa una delle sorprese della stagione.
Durante la sessione invernale di calciomercato, degni di nota sono gli arrivi di Jonathan Ikoné e Krzysztof Piątek, mentre Vlahović viene ceduto alla Juventus. per la cifra di 70 milioni di euro, la più alta mai spesa da un club di Serie A durante la sessione di riparazione. Questa operazione non fa che aumentare lo storico astio della tifoseria gigliata verso i sabaudi.
Nel girone di ritorno, però, le operazioni di calciomercato fanno conquistare alla squadra una media punti maggiore nonostante l'addio di Vlahović e l'eliminazione in semifinale di Coppa Italia proprio per mano della Juve. Verso il termine della stagione i viola sembrano calare di rendimento a causa di alcuni incontri difficili; ma all'ultima giornata sconfiggono gli arcirivali bianconeri per 2-0 chiudendo il campionato al 7º posto: in tal modo tornano nelle competizioni europee dopo 5 anni, qualificandosi per la UEFA Conference League 2022-2023 a discapito dell'Atalanta, sconfitta in casa dall'Empoli.

## Divise e sponsor
Lo sponsor tecnico per la stagione 2021-2022 è Robe di Kappa, mentre lo sponsor principale è Mediacom, entrambi già presenti sulle maglie anche nella stagione precedente.
Sulle divise non è più presente il simbolo a losanga adottato nel 1991 ma fa il suo ritorno il "giglio alabardato" legato all'epoca Pontello, già sulle uniformi viola dalla stagione 1981-1982 a quella 1990-1991. In particolare le maglie 2021-2022, tutte contraddistinte da una grande fascia sul petto, ricalcano quelle Ennerre di metà anni Ottanta: oltre alla classica prima divisa viola e a quella bianca di cortesia, sono presenti una terza casacca gialla e una quarta rossa, utilizzabili liberamente sia dai calciatori di movimento sia dai portieri.
| Casa | Trasferta | Terza divisa | Quarta divisa |

## Organigramma societario
Area direttiva
- Presidente: Rocco Commisso
- Amministratore Delegato: Mark E. Stephan
- Consigliere Delegato: Joe Barone
- Consigliere: Joseph B. Commisso
- Segreteria Sportiva: Fabio Bonelli
- Chief Financial Officer: Alessandra Sartor
- Direttore amministrazione, finanza e controllo: Gian Marco Pachetti
- Direttore Affari Legali e Generali: Elena Covelli

Area organizzativa
- Direttore sportivo: Daniele Pradè
- Team Manager: Simone Ottaviani
- Direttore area stadio e sicurezza: Edoardo Miano
- Resp. risorse umane: Grazia Forgione
- IT Manager: Andrea Ragusin

Area comunicazione
- Direttore comunicazione: Alessandro Ferrari
- Ufficio Stampa: Luca Di Francesco - Arturo Mastronardi
- Direttore responsabile www.ViolaChannel.tv: Luca Giammarini

Area tecnica
- Direttore Tecnico: Nicolás Burdisso
- Allenatore: Vincenzo Italiano
- Viceallenatore: Daniel Niccolini
- Preparatore atletico: Damir Blokar, Ivano Tito
- Collaboratori tecnici: Marco Turati, Stefano Melissano
- Match analyst: Stefano Firicano, Paolo Riela
- Allenatore portieri: Angelo Porracchio

Area sanitaria
- Direttore area medico-sanitaria: Luca Pengue
- Coordinatore e responsabile scientifico: Giovanni Serni
- Massofisioterapisti: Stefano Dainelli
- Fisioterapista: Luca Lonero, Simone Michelassi, Daniele Misseri, Filippo Nannelli, Francesco Tonarelli
- Nutrizionista: Christian Petri

## Rosa
Rosa e numerazione aggiornate al 3 gennaio 2022.
| N. |                      | Ruolo | Calciatore                   |
| -- | -------------------- | ----- | ---------------------------- |
| 1  | Italia (bandiera)    | P     | Pietro Terracciano           |
| 2  | Argentina (bandiera) | D     | Lucas Martínez Quarta        |
| 3  | Italia (bandiera)    | D     | Cristiano Biraghi (capitano) |
| 4  | Serbia (bandiera)    | D     | Nikola Milenković            |
| 5  | Italia (bandiera)    | C     | Giacomo Bonaventura          |
| 7  | Spagna (bandiera)    | C     | José María Callejón          |
| 8  | Italia (bandiera)    | C     | Riccardo Saponara            |
| 9  | Brasile (bandiera)   | A     | Arthur Cabral                |
| 10 | Italia (bandiera)    | C     | Gaetano Castrovilli          |
| 11 | Francia (bandiera)   | C     | Jonathan Ikoné               |
| 12 | Bulgaria (bandiera)  | P     | Ivan Andonov                 |
| 14 | Italia (bandiera)    | C     | Youssef Maleh                |
| 15 | Cile (bandiera)      | C     | Erick Pulgar                 |
| 17 | Serbia (bandiera)    | D     | Aleksa Terzić                |
| 18 | Uruguay (bandiera)   | C     | Lucas Torreira               |
| 19 | Polonia (bandiera)   | A     | Krzysztof Piątek             |
| 20 | Italia (bandiera)    | A     | Vittorio Agostinelli         |
| 21 | Italia (bandiera)    | D     | Filippo Frison               |

| N. |                      | Ruolo | Calciatore           |
| -- | -------------------- | ----- | -------------------- |
| 21 | Italia (bandiera)    | A     | Destiny Egharevba    |
| 22 | Argentina (bandiera) | A     | Nicolás González     |
| 23 | Italia (bandiera)    | D     | Lorenzo Venuti       |
| 24 | Italia (bandiera)    | C     | Marco Benassi        |
| 25 | Italia (bandiera)    | P     | Antonio Rosati       |
| 28 | Italia (bandiera)    | A     | Filippo Distefano    |
| 29 | Spagna (bandiera)    | D     | Álvaro Odriozola     |
| 31 | Italia (bandiera)    | P     | Michele Cerofolini   |
| 32 | Ghana (bandiera)     | C     | Alfred Duncan        |
| 33 | Italia (bandiera)    | A     | Riccardo Sottil      |
| 34 | Marocco (bandiera)   | C     | Sofyan Amrabat       |
| 36 | Italia (bandiera)    | P     | Gabriele Fogli       |
| 42 | Italia (bandiera)    | C     | Alessandro Bianco    |
| 55 | Serbia (bandiera)    | D     | Matija Nastasić      |
| 67 | Romania (bandiera)   | A     | Louis Munteanu       |
| 69 | Polonia (bandiera)   | P     | Bartłomiej Drągowski |
| 91 | Russia (bandiera)    | A     | Aleksandr Kokorin    |
| 98 | Brasile (bandiera)   | D     | Igor                 |
| 99 | Albania (bandiera)   | A     | Eljon Toci           |

## Calciomercato

### Sessione estiva (dall'1/7 al 31/8)
| Acquisti         | Acquisti          | Acquisti            | Acquisti                                                                |
| R.               | Nome              | da                  | Modalità                                                                |
| ---------------- | ----------------- | ------------------- | ----------------------------------------------------------------------- |
| D                | Matija Nastasić   | Schalke 04          | definitivo (3 milioni €)                                                |
| D                | Álvaro Odriozola  | Real Madrid         | prestito                                                                |
| C                | Marco Benassi     | Verona              | fine prestito                                                           |
| C                | Alfred Duncan     | Cagliari            | fine prestito                                                           |
| C                | Youssef Maleh     | Venezia             | fine prestito                                                           |
| C                | Riccardo Saponara | Spezia              | fine prestito                                                           |
| C                | Lucas Torreira    | Arsenal             | prestito oneroso (1,5 milioni €) con diritto di riscatto (15 milioni €) |
| A                | Nicolás González  | Stoccarda           | definitivo (27 milioni €)                                               |
| A                | Riccardo Sottil   | Cagliari            | controriscatto                                                          |
| Altre operazioni |                   |                     |                                                                         |
| R.               | Nome              | a                   | Modalità                                                                |
| D                | Pol Lirola        | Olympique Marsiglia | fine prestito                                                           |
| D                | Luca Ranieri      | SPAL                | fine prestito                                                           |
| D                | Aleksa Terzić     | Empoli              | fine prestito                                                           |
| C                | Szymon Żurkowski  | Empoli              | fine prestito                                                           |
| A                | Gabriele Gori     | Vicenza             | fine prestito                                                           |
| A                | Rafik Zekhnini    | Losanna             | fine prestito                                                           |

| Cessioni         | Cessioni             | Cessioni            | Cessioni                   |
| R.               | Nome                 | a                   | Modalità                   |
| ---------------- | -------------------- | ------------------- | -------------------------- |
| P                | Alban Lafont         | Nantes              | definitivo (7,5 milioni €) |
| D                | Antonio Barreca      | Monaco              | fine prestito              |
| D                | Martín Cáceres       |                     | svincolato                 |
| D                | Federico Ceccherini  | Hellas Verona       | definitivo (3 milioni €)   |
| D                | Kevin Diks           | Copenaghen          | definitivo                 |
| D                | Dávid Hancko         | Sparta Praga        | definitivo (2,5 milioni €) |
| D                | Petko Hristov        | Spezia              | definitivo                 |
| D                | Kévin Malcuit        | Napoli              | fine prestito              |
| D                | Maximiliano Olivera  |                     | svincolato                 |
| D                | Germán Pezzella      | Betis Siviglia      | definitivo (3,5 milioni €) |
| C                | Valentin Eysseric    |                     | svincolato                 |
| C                | Borja Valero         |                     | svincolato                 |
| A                | Christian Kouamé     | Anderlecht          | prestito                   |
| A                | Franck Ribéry        |                     | svincolato                 |
| Altre operazioni |                      |                     |                            |
| R.               | Nome                 | a                   | Modalità                   |
| D                | Christian Dalle Mura | Cremonese           | prestito                   |
| D                | Pol Lirola           | Olympique Marsiglia | definitivo (6,5 milioni €) |
| D                | Luca Ranieri         | Salernitana         | prestito                   |
| C                | Tòfol Montiel        | Siena               | prestito                   |
| C                | Alessandro Sersanti  | Juventus Next Gen   | prestito                   |
| C                | Szymon Żurkowski     | Empoli              | prestito                   |
| A                | Gabriele Gori        | Cosenza             | prestito                   |
| A                | Rafik Zekhnini       |                     | svincolato                 |

### Sessione invernale (dal 3/1 al 31/1)
| Acquisti         | Acquisti             | Acquisti       | Acquisti                                         |
| R.               | Nome                 | da             | Modalità                                         |
| ---------------- | -------------------- | -------------- | ------------------------------------------------ |
| C                | Jonathan Ikoné       | Lilla          | definitivo (14 milioni € + 1 milione € di bonus) |
| A                | Arthur Cabral        | Basilea        | definitivo (16 milioni €)                        |
| A                | Krzysztof Piątek     | Hertha Berlino | prestito con diritto di riscatto (15 milioni €)  |
| Altre operazioni |                      |                |                                                  |
| R.               | Nome                 | a              | Modalità                                         |
| D                | Christian Dalle Mura | Cremonese      | fine prestito                                    |
| A                | Assane Seck          | Pisa           | prestito                                         |

| Cessioni         | Cessioni             | Cessioni    | Cessioni                                       |
| R.               | Nome                 | a           | Modalità                                       |
| ---------------- | -------------------- | ----------- | ---------------------------------------------- |
| P                | Michele Cerofolini   | Alessandria | prestito                                       |
| C                | Erick Pulgar         | Galatasaray | prestito                                       |
| A                | Dusan Vlahovic       | Juventus    | definitivo (70 milioni € + 10 milioni € bonus) |
| Altre operazioni |                      |             |                                                |
| R.               | Nome                 | a           | Modalità                                       |
| D                | Christian Dalle Mura | Pordenone   | prestito                                       |
| C                | Alessandro Lovisa    | Pordenone   | prestito                                       |

## Risultati

### Serie A

#### Girone di andata
| Arbitro: | Pairetto (Nichelino) |

|                                  |           |                |
| Mxit'aryan 26’ Veretout 64’, 79’ | Marcatori | 60’ Milenković |

| Arbitro: | Mariani (Aprilia) |

|                           |           |           |
| González 41’ Vlahović 69’ | Marcatori | 89’ Verdi |

| Arbitro: | Marini (Roma) |

|                   |           |                                 |
| Zapata 65’ (rig.) | Marcatori | 33’ (rig.), 49’ (rig.) Vlahović |

| Arbitro: | Marinelli (Tivoli) |

|                       |           |                              |
| Criscito 90+8’ (rig.) | Marcatori | 60’ Saponara 89’ Bonaventura |

| Arbitro: | Fabbri (Ravenna) |

|            |           |                                   |
| Sottil 23’ | Marcatori | 52’ Darmian 55’ Džeko 87’ Perišić |

| Arbitro: | Ghersini (Genova) |

|  |           |                     |
|  | Marcatori | 16’ (rig.) Vlahović |

| Arbitro: | Sozza (Seregno) |

|            |           |                         |
| Quarta 28’ | Marcatori | 39’ Lozano 50’ Rrahmani |

| Arbitro: | Massimi (Termoli) |

|           |           |  |
| Aramu 36’ | Marcatori |  |

| Arbitro: | Rapuano (Rimini) |

|                                              |           |  |
| Biraghi 21’ (rig.) González 42’ Vlahović 49’ | Marcatori |  |

| Arbitro: | Ayroldi (Molfetta) |

|           |           |  |
| Pedro 52’ | Marcatori |  |

| Arbitro: | Giua (Olbia) |

|                               |           |  |
| Vlahović 44’ (rig.), 62’, 74’ | Marcatori |  |

| Arbitro: | Sozza (Seregno) |

|                |           |  |
| Cuadrado 90+1’ | Marcatori |  |

| Arbitro: | Guida (Torre Annunziata) |

|                                             |           |                                          |
| Duncan 15’ Saponara 45+1’ Vlahović 60’, 85’ | Marcatori | 62’, 67’ Ibrahimović 90+6’ (aut.) Venuti |

| Arbitro: | Sacchi (Macerata) |

|                              |           |              |
| Bandinelli 87’ Pinamonti 89’ | Marcatori | 57’ Vlahović |

| Arbitro: | Dionisi (L'Aquila) |

|                                      |           |                |
| Callejón 23’ Vlahović 32’ Sottil 45’ | Marcatori | 15’ Gabbiadini |

| Arbitro: | Irrati (Pistoia) |

|                       |           |                                           |
| Barrow 42’ Hickey 83’ | Marcatori | 33’ Maleh 51’ Biraghi 67’ (rig.) Vlahović |

| Arbitro: | Ghersini (Genova) |

|                                             |           |  |
| Bonaventura 31’ Vlahović 51’, 84’ Maleh 90’ | Marcatori |  |

| Arbitro: | Serra (Torino) |

|                           |           |                           |
| Vlahović 51’ Torreira 61’ | Marcatori | 32’ Scamacca 37’ Frattesi |

| Arbitro: | Doveri (Roma) |

|             |           |                 |
| Lasagna 17’ | Marcatori | 81’ Castrovilli |

#### Girone di ritorno
| Arbitro: | Pezzuto (Lecce) |

|  |           |                                                       |
|  | Marcatori | 12’ Pablo Marí 36’ Deulofeu 90+1’ Walace 90+5’ Udogie |

| Arbitro: | Marinelli (Tivoli) |

|                                         |           |  |
| Singo 17’ Brekalo 23’, 31’ Sanabria 58’ | Marcatori |  |

| Arbitro: | Maresca (Napoli) |

|                                                                          |           |  |
| Odriozola 15’ Bonaventura 34’ Biraghi 42’, 69’ Vlahović 51’ Torreira 77’ | Marcatori |  |

| Arbitro: | Aureliano (Bologna) |

|                |           |            |
| João Pedro 47’ | Marcatori | 75’ Sottil |

| Arbitro: | Orsato (Schio) |

|  |           |                                                      |
|  | Marcatori | 52’ Milinković-Savić 70’ Immobile 81’ (aut.) Biraghi |

| Arbitro: | Marchetti (Ostia Lido) |

|             |           |                        |
| Agudelo 74’ | Marcatori | 42’ Piątek 89’ Amrabat |

| Arbitro: | Doveri (Roma) |

|            |           |  |
| Piątek 56’ | Marcatori |  |

| Arbitro: | Prontera (Bologna) |

|                         |           |            |
| Traorè 19’ Defrel 90+4’ | Marcatori | 88’ Cabral |

| Arbitro: | Manganiello (Pinerolo) |

|            |           |                    |
| Piątek 10’ | Marcatori | 20’ (rig.) Caprari |

| Arbitro: | Sacchi (Macerata) |

|              |           |  |
| Torreira 70’ | Marcatori |  |

| Arbitro: | Chiffi (Padova) |

|              |           |              |
| Dumfries 55’ | Marcatori | 50’ Torreira |

| Arbitro: | Massimi (Termoli) |

|              |           |  |
| González 58’ | Marcatori |  |

| Arbitro: | Mariani (Aprilia) |

|                         |           |                                   |
| Mertens 58’ Osimhen 84’ | Marcatori | 29’ González 66’ Ikoné 72’ Cabral |

| Arbitro: | Abisso (Palermo) |

|              |           |  |
| Torreira 30’ | Marcatori |  |

| Arbitro: | Massa (Imperia) |

|                        |           |              |
| Đurić 9’ Bonazzoli 79’ | Marcatori | 64’ Saponara |

| Arbitro: | Valeri (Roma) |

|          |           |  |
| Leão 82’ | Marcatori |  |

| Arbitro: | Guida (Torre Annunziata) |

|                                    |           |  |
| González 5’ (rig.) Bonaventura 11’ | Marcatori |  |

| Arbitro: | Mariani (Aprilia) |

|                                                     |           |                     |
| Ferrari 16’ Quagliarella 30’ Thorsby 71’ Sabiri 84’ | Marcatori | 89’ (rig.) González |

| Arbitro: | Chiffi (Padova) |

|                                    |           |  |
| Duncan 45+1’ González 90+2’ (rig.) | Marcatori |  |

### Coppa Italia

#### Turni eliminatori
| Arbitro: | Camplone (Pescara) |

|                                            |           |  |
| Vlahović 4’, 45+4’ González 37’ Venuti 51’ | Marcatori |  |

| Arbitro: | Zufferli (Udine) |

|                           |           |             |
| Milenković 19’ Sottil 47’ | Marcatori | 51’ Moncini |

#### Fase a eliminazione diretta
| Arbitro: | Ayroldi (Molfetta) |

|                           |           |                                                               |
| Mertens 44’ Petagna 90+5’ | Marcatori | 41’ Vlahović 57’ Biraghi 105+1’ Venuti 108’ Piątek 119’ Maleh |

| Arbitro: | Fabbri (Ravenna) |

|                         |           |                                        |
| Zappacosta 30’ Boga 56’ | Marcatori | 9’ (rig.), 71’ Piątek 90+4’ Milenković |

| Arbitro: | Guida (Torre Annunziata) |

|  |           |                     |
|  | Marcatori | 90+1’ (aut.) Venuti |

| Arbitro: | Doveri (Roma) |

|                               |           |  |
| Bernardeschi 32’ Danilo 90+4’ | Marcatori |  |

## Statistiche
| Competizione | Punti | In casa | In casa | In casa | In casa | In casa | In casa | In trasferta | In trasferta | In trasferta | In trasferta | In trasferta | In trasferta | Totale | Totale | Totale | Totale | Totale | Totale | DR  |
| Competizione | Punti | G       | V       | N       | P       | Gf      | Gs      | G            | V            | N            | P            | Gf           | Gs           | G      | V      | N      | P      | Gf     | Gs     | DR  |
| ------------ | ----- | ------- | ------- | ------- | ------- | ------- | ------- | ------------ | ------------ | ------------ | ------------ | ------------ | ------------ | ------ | ------ | ------ | ------ | ------ | ------ | --- |
| Serie A      | 62    | 19      | 13      | 2       | 4       | 38      | 20      | 19           | 6            | 3            | 10           | 21           | 31           | 38     | 19     | 5      | 14     | 59     | 51     | +8  |
| Coppa Italia | -     | 3       | 2       | 0       | 1       | 6       | 2       | 3            | 2            | 0            | 1            | 8            | 6            | 6      | 4      | 0      | 2      | 14     | 8      | +6  |
| Totale       | -     | 22      | 15      | 2       | 5       | 44      | 22      | 22           | 8            | 3            | 11           | 29           | 37           | 44     | 23     | 5      | 16     | 73     | 59     | +14 |

### Andamento in campionato
| Giornata  | 1  | 2  | 3 | 4 | 5 | 6 | 7 | 8 | 9 | 10 | 11 | 12 | 13 | 14 | 15 | 16 | 17 | 18 | 19 | 20 | 21 | 22 | 23 | 24 | 25 | 26 | 27 | 28 | 29 | 30 | 31 | 32 | 33 | 34 | 35 | 36 | 37 | 38 |
| --------- | -- | -- | - | - | - | - | - | - | - | -- | -- | -- | -- | -- | -- | -- | -- | -- | -- | -- | -- | -- | -- | -- | -- | -- | -- | -- | -- | -- | -- | -- | -- | -- | -- | -- | -- | -- |
| Luogo     | T  | C  | T | T | C | T | C | T | C | T  | C  | T  | C  | T  | C  | T  | C  | C  | T  | C  | T  | C  | T  | C  | T  | C  | T  | C  | C  | T  | C  | T  | C  | T  | T  | C  | T  | C  |
| Risultato | P  | V  | V | V | P | V | P | P | V | P  | V  | P  | V  | P  | V  | V  | V  | N  | N  | P  | P  | V  | N  | P  | V  | V  | P  | N  | V  | N  | V  | V  | V  | P  | P  | V  | P  | V  |
| Posizione | 13 | 10 | 7 | 4 | 6 | 4 | 5 | 8 | 5 | 7  | 6  | 7  | 6  | 6  | 6  | 5  | 5  | 5  | 6  | 6  | 6  | 6  | 7  | 8  | 8  | 7  | 8  | 8  | 8  | 8  | 8  | 7  | 6  | 6  | 7  | 7  | 7  | 7  |

Legenda:

Luogo: C = Casa; T = Trasferta. Risultato: V = Vittoria; N = Pareggio; P = Sconfitta.

### Statistiche dei giocatori
| Giocatore          | Serie A  | Serie A | Serie A     | Serie A    | Coppa Italia | Coppa Italia | Coppa Italia | Coppa Italia | Totale   | Totale | Totale      | Totale     |
| Giocatore          | Presenze | Reti    | Ammonizioni | Espulsioni | Presenze     | Reti         | Ammonizioni  | Espulsioni   | Presenze | Reti   | Ammonizioni | Espulsioni |
| ------------------ | -------- | ------- | ----------- | ---------- | ------------ | ------------ | ------------ | ------------ | -------- | ------ | ----------- | ---------- |
| S. Amrabat         | 23       | 1       | 6           | 0          | 2            | 0            | 0            | 0            | 25       | 1      | 6           | 0          |
| C. Arthur          | 14       | 2       | 1           | 0          | 2            | 0            | 0            | 0            | 16       | 2      | 1           | 0          |
| M. Benassi         | 6        | 0       | 1           | 0          | 2            | 0            | 0            | 0            | 8        | 0      | 1           | 0          |
| A. Bianco          | 0        | 0       | 0           | 0          | 2            | 0            | 1            | 0            | 2        | 0      | 1           | 0          |
| C. Biraghi         | 37       | 4       | 5           | 1          | 5            | 1            | 0            | 0            | 42       | 5      | 5           | 1          |
| G. Bonaventura     | 31       | 4       | 7           | 1          | 4            | 0            | 1            | 0            | 35       | 4      | 8           | 1          |
| F. Brancolini      | 0        | 0       | 0           | 0          | 0            | 0            | 0            | 0            | 0        | 0      | 0           | 0          |
| J.M. Callejón      | 30       | 1       | 0           | 0          | 3            | 0            | 0            | 0            | 33       | 1      | 0           | 0          |
| G. Castrovilli     | 23       | 1       | 4           | 0          | 4            | 0            | 1            | 0            | 27       | 1      | 5           | 0          |
| F. Di Stefano      | 1        | 0       | 0           | 0          | 0            | 0            | 0            | 0            | 1        | 0      | 0           | 0          |
| B. Drągowski       | 7        | -8      | 0           | 1          | 2            | -3           | 0            | 1            | 9        | -11    | 0           | 2          |
| A. Duncan          | 33       | 2       | 3           | 0          | 4            | 0            | 1            | 0            | 37       | 2      | 4           | 0          |
| Igor               | 30       | 0       | 3           | 0          | 5            | 0            | 1            | 0            | 35       | 0      | 4           | 0          |
| J. Ikoné           | 17       | 1       | 1           | 0          | 4            | 0            | 0            | 0            | 21       | 1      | 1           | 0          |
| N. González        | 33       | 7       | 4           | 1          | 6            | 1            | 0            | 0            | 39       | 8      | 4           | 1          |
| A. Kokorin         | 6        | 0       | 1           | 0          | 1            | 0            | 0            | 0            | 7        | 0      | 1           | 0          |
| Y. Maleh           | 28       | 2       | 5           | 0          | 5            | 1            | 0            | 0            | 33       | 3      | 5           | 0          |
| N. Milenković      | 34       | 1       | 10          | 1          | 5            | 2            | 1            | 0            | 39       | 3      | 11          | 1          |
| T. Montiel         | 0        | 0       | 0           | 0          | 0            | 0            | 0            | 0            | 0        | 0      | 0           | 0          |
| L. Martínez Quarta | 20       | 1       | 8           | 0          | 2            | 0            | 3            | 1            | 22       | 1      | 11          | 1          |
| M. Nastasić        | 5        | 0       | 1           | 0          | 1            | 0            | 0            | 0            | 6        | 0      | 1           | 0          |
| A. Odriozola       | 25       | 1       | 4           | 1          | 2            | 0            | 0            | 0            | 27       | 1      | 4           | 1          |
| G. Pezzella        | 0        | 0       | 0           | 0          | 1            | 0            | 1            | 0            | 1        | 0      | 1           | 0          |
| K. Piątek          | 14       | 3       | 0           | 0          | 4            | 3            | 0            | 0            | 18       | 6      | 0           | 0          |
| E. Pulgar          | 6        | 0       | 2           | 0          | 2            | 0            | 0            | 0            | 8        | 0      | 2           | 0          |
| A. Rosati          | 0        | 0       | 0           | 0          | 1            | -1           | 0            | 0            | 1        | -1     | 0           | 0          |
| R. Saponara        | 29       | 3       | 1           | 0          | 5            | 0            | 0            | 0            | 34       | 3      | 1           | 0          |
| R. Sottil          | 24       | 3       | 4           | 1          | 5            | 1            | 0            | 0            | 29       | 4      | 4           | 1          |
| P. Terracciano     | 32       | -43     | 0           | 0          | 4            | -4           | 0            | 0            | 36       | -47    | 0           | 0          |
| A. Terzić          | 14       | 0       | 1           | 0          | 1            | 0            | 0            | 0            | 15       | 0      | 1           | 0          |
| L. Torreira        | 32       | 5       | 10          | 1          | 4            | 0            | 1            | 0            | 36       | 5      | 11          | 1          |
| L. Venuti          | 23       | 0       | 4           | 0          | 5            | 2            | 0            | 0            | 28       | 2      | 4           | 0          |
| D. Vlahović        | 21       | 17      | 2           | 0          | 3            | 3            | 0            | 0            | 24       | 20     | 2           | 0          |

## Giovanili

### Piazzamenti

#### Primavera
- Campionato: 7º posto
- Coppa Italia: Vincitrice
- Supercoppa Primavera: Vincitrice

#### Under-18
- Campionato: 4º posto
- Torneo di Viareggio: Quarti di finale

#### Under-17
- Campionato: 4º posto (Girone A) - Quarti di finale (Playoff scudetto)

#### Under-16
- Campionato: 2º posto (Girone C) - Quarti di finale (Playoff scudetto)

#### Under-15
- Campionato: 1º posto (Girone C) - Finale  (2º posto) Playoff Scudetto